# Thyge Stenstrup
Thyge Stenstrup (født 15. juli 1940, død 5. august 2019) var en dansk journalist og programchef i DR, der arbejdede over 40 år i DR og blandt andet blev særligt kendt for sit arbejde med DR PigeKoret.
Stenstrup var egentlig uddannet folkeskolelærer, og han studerede en overgang på Danmarks Tekniske Højskole. Herfra fik han foden indenfor i DR, hvor han var med til at lave radioprogrammer om naturvidenskab. Det gav ham lyst til at beskæftige sig mere med mediet, og han kastede sig ud i journalistikken på freelancevilkår. Snart blev han dog fastansat i DR, hvor han steg i graderne. I 1983 blev han således øverste chef for Københavns Radio og overtog samtidig ansvaret for PigeKoret.
Det var netop først-midt i 1980’erne, at koret for alvor blomstrede op og fik succes både i Danmark og udenlands, og en del af denne succes tilskrives netop Stenstrups ildhu.
I 1999 stoppede Thyge Stenstrup som chef og vendte tilbage til produktionsarbejdet, hvor han særligt producerende forbrugerprogrammer, inden han i 2003 blev fyret fra DR.
Thyge Stenstrup var meget sproginteresseret og med til at etablere Modersmål-Selskabet, ligesom han var medlem af Dansk Sprognævn for DR.